# كأس التشيك 2007–08
كأس التشيك 2007–08 (بالتشيكية: Pohár Českomoravského fotbalového svazu 2007/08)‏ هو موسم من كأس التشيك. أشرف على تنظيمه اتحاد جمهورية التشيك لكرة القدم، وكان عدد الأندية المشاركة فيه 129، وفاز فيه سبارتا براغ.